# Money Plane
Pour plus de détails, voir Fiche technique et Distribution.
Money Plane est un film américain réalisé par Andrew Lawrence, sorti en 2020.

## Synopsis
Après avoir échoué à voler un tableau d'Asger Jorn dans un musée, Jack Reese et son équipe, composée d'Isabella Voltaic, Trey Peterson et Iggy, doivent braquer les réserves de monnaie liquide et de cryptomonnaie d'un casino volant pour gangsters de haut vol, le Money Plane, pour le compte de leur créancier Darius Grouch III.

## Fiche technique
- Titre : Money Plane
- Réalisation : Andrew Lawrence
- Scénario : Andrew Lawrence, Tyler W. Konney, Richard Switzer et Tim Schaaf
- Photographie : Pasha Patriki
- Montage : Austin Nordell
- Musique : David Bateman
- Pays d'origine : États-Unis
- Format : Couleurs
- Genre : action
- Durée : 82 minutes
- Date de sortie : 2020

## Distribution
- Adam Copeland (VF : Jérôme Keen) : Jack Reese
- Kelsey Grammer : Darius 'The Rumble' Grouch
- Thomas Jane : Harry
- Denise Richards : Sarah
- Katrina Norman : Isabella Voltaic
- Patrick Lamont Jr. : Trey Peterson
- Andrew Lawrence : Iggy
- Joey Lawrence : le concierge
- Matthew Lawrence : le cowboy
- Al Sapienza : le comptable